# Robles (San Sebastián)
Robles es un barrio ubicado en el municipio de San Sebastián en el estado libre asociado de Puerto Rico. En el Censo de 2010 tenía una población de 1.697 habitantes y una densidad poblacional de 239,39 personas por km².

## Geografía
Robles se encuentra ubicado en las coordenadas 18°22′30″N 66°58′55″O / 18.37500, -66.98194. Según la Oficina del Censo de los Estados Unidos, Robles tiene una superficie total de 7.09 km², que corresponden a tierra firme.

## Demografía
Según el censo de 2010, había 1.697 personas residiendo en Robles. La densidad de población era de 239,39 hab./km². De los 1.697 habitantes, Robles estaba compuesto por el 86.98% blancos, el 2.42% eran afroamericanos, el 0.29% eran amerindios, el 6.84% eran de otras razas y el 3.48% pertenecían a dos o más razas. Del total de la población el 99.41% eran hispanos o latinos de cualquier raza.